# Янюшкин, Андрей Александрович
Андрей Александрович Янюшкин (род. 2 мая 2004 года, Пенза) — российский регбист, свободный полузащитник клуба «Локомотив-Пенза», сын регбиста и тренера Александра Янюшкина.

## Биография
Родился в регбийной семье. Отец — Александр Янюшкин, игрок сборных России по регби-15 и по регби-7, регбийный тренер. Дядя — Сергей Янюшкин, капитан клуба «Локомотив-Пенза». В раннем детстве, перед тем как заняться регби, Андрей занимался самбо.

### Карьера

#### Юниоры
Играл за детские и юниорские команды «Локомотива-Пензы». Вызывался в сборную России по регби для игроков до 18 лет. В 2021 году стал серебряным призером Чемпионата Европы, в полуфинале с командой Бельгии занес решающую попытку.

#### Локомотив-Пенза
13 августа 2023 года Андрей Янюшкин дебютировал в основе пензенского «Локомотива» в кубковом матче против ВВА-Подмосковья на позиции десятого номера (флай-хав), на которой обычно играет его дядя Сергей Янюшкин. Андрей вышел в стартовом составе и провел на поле все 80 минут, отметившись первыми очками (реализация за попытку) и результативной передачей ногой. «Локомотив-Пенза» выиграл этот матч со счетом 22:17.